# Franciaország az 1896. évi nyári olimpiai játékokon
Franciaország a görögországi Athénban megrendezett 1896. évi nyári olimpiai játékok egyik részt vevő nemzete volt. Az országot az olimpián 6 sportágban 12 sportoló képviselte, akik összesen 11 érmet szereztek. Legsikeresebb versenyzőjük Paul Masson kerékpáros volt, aki három versenyszámban lett olimpiai bajnok.

## Eredményesség sportáganként
A francia csapat három sportágban összesen 66 olimpiai pontot szerzett. Az egyes sportágak eredményessége, illetve az induló versenyzők száma a következő:
(kiemelve az egyes számoszlopok legmagasabb értéke, vagy értékei)
| Sportág, szakág | Helyezések száma | Helyezések száma | Helyezések száma | Helyezések száma | Helyezések száma | Helyezések száma | Olimpiai pont | Indulók száma | Indulók száma | Indulók száma |
| Sportág, szakág |                  |                  |                  | 4.               | 5.               | 6.               | Olimpiai pont | Férfi         | Nő            | Össz.         |
| Atlétika        | 0                | 1                | 1                | 0                | 0                | 0                | 9             | 6             | 0             | 6*            |
| Kerékpározás    | 4                | 0                | 2                | 0                | 1                | 0                | 38            | 2             | 0             | 2             |
| Sportlövészet   | 0                | 0                | 0                | 0                | 0                | 0                | 0             | 1             | 0             | 1*            |
| Tenisz          | 0                | 0                | 0                | 0                | 0                | 0                | 0             | 1             | 0             | 1             |
| Torna           | 0                | 0                | 0                | 0                | 0                | 0                | 0             | 1             | 0             | 1*            |
| Vívás           | 1                | 2                | 0                | 0                | 1                | 0                | 19            | 4             | 0             | 4             |
| Összesen        | 5                | 3                | 3                | 0                | 2                | 0                | 66            | 13            | 0             | 13            |

* – Albin Lermusiaux atlétikában és sportlövészetben, Alphonse Grisel atlétikában és tornában is versenyzett.

## Érmesek
| Érem  | Versenyző               | Sportág      | Versenyszám                  |
| ----- | ----------------------- | ------------ | ---------------------------- |
| Arany | Paul Masson             | Kerékpározás | Sprint                       |
| Arany | Paul Masson             | Kerékpározás | Időfutam                     |
| Arany | Paul Masson             | Kerékpározás | 10 km                        |
| Arany | Léon Flameng            | Kerékpározás | 100 km                       |
| Arany | Eugène-Henri Gravelotte | Vívás        | Tőr, egyéni                  |
| Ezüst | Alexandre Tuffèri       | Atlétika     | Férfi hármasugrás            |
| Ezüst | Léon Flameng            | Kerékpározás | 10 km                        |
| Ezüst | Joanni Perronet         | Vívás        | Tőr, egyéni, vívómestereknek |
| Ezüst | Henri Callot            | Vívás        | Tőr, egyéni                  |
| Bronz | Albin Lermusiaux        | Atlétika     | Férfi 1500 m                 |
| Bronz | Léon Flameng            | Kerékpározás | Sprint                       |

## Atlétika
| Versenyző             | Versenyszám | Előfutam   | Előfutam | Döntő         | Döntő         |
| Versenyző             | Versenyszám | Idő        | Hely.    | Idő           | Helyezés      |
| --------------------- | ----------- | ---------- | -------- | ------------- | ------------- |
| Alphonse Grisel       | 100 m       | nincs adat | 4.       | kiesett       | kiesett       |
| Alphonse Grisel       | 400 m       | nincs adat | 3.       | kiesett       | kiesett       |
| Frantz Reichel        | 400 m       | nincs adat | 3.       | kiesett       | kiesett       |
| Frantz Reichel        | 110 m gát   | nincs adat | 2.       | nem indult    | nem indult    |
| Georges de la Nézière | 800 m       | nincs adat | 3.       | kiesett       | kiesett       |
| Albin Lermusiaux      | 800 m       | 2:16,6     | 1.       | nem indult    | nem indult    |
| Albin Lermusiaux      | 1500 m      |            |          | 4:37,0        |               |
| Albin Lermusiaux      | Maraton     |            |          | nem ért célba | nem ért célba |

| Versenyző         | Versenyszám   | Eredmény   | Helyezés   |
| ----------------- | ------------- | ---------- | ---------- |
| Alphonse Grisel   | Diszkoszvetés | nincs adat | nincs adat |
| Alphonse Grisel   | Távolugrás    | nincs adat | nincs adat |
| Alexandre Tuffèri | Távolugrás    | nincs adat | nincs adat |
| Alexandre Tuffèri | Hármasugrás   | 12,70 m    |            |

## Kerékpározás

### Pálya-kerékpározás
| Versenyző    | Versenyszám | Eredmény   | Helyezés |
| ------------ | ----------- | ---------- | -------- |
| Paul Masson  | Időfutam    | 24,0       |          |
| Paul Masson  | 10 km       | 17:54,2    |          |
| Paul Masson  | Sprint      | 4:58,2     |          |
| Léon Flameng | Sprint      | nincs adat |          |
| Léon Flameng | Időfutam    | 27,0       | 5.       |
| Léon Flameng | 10 km       | 17:54,8    |          |
| Léon Flameng | 100 km      | 3:08:19,2  |          |

## Sportlövészet
| Versenyző        | Versenyszám | Eredmény   | Helyezés   |
| ---------------- | ----------- | ---------- | ---------- |
| Albin Lermusiaux | Hadipuska   | nincs adat | nincs adat |

## Tenisz
| Versenyző | Versenyszám | Nyolcaddöntő                  | Negyeddöntő       | Elődöntő          | Döntő             | Helyezés |
| Versenyző | Versenyszám | Ellenfél Eredmény             | Ellenfél Eredmény | Ellenfél Eredmény | Ellenfél Eredmény | Helyezés |
| --------- | ----------- | ----------------------------- | ----------------- | ----------------- | ----------------- | -------- |
| J. Defert | Egyes       | Dionysios Kasdaglis (GRE) · V | kiesett           | kiesett           | kiesett           | 8.       |

## Torna
| Versenyző       | Versenyszám | Pontszám   | Helyezés   |
| --------------- | ----------- | ---------- | ---------- |
| Alphonse Grisel | Korlát      | nincs adat | nincs adat |

## Vívás
| Versenyző               | Versenyszám                  | Első forduló | Első forduló | Döntő                               | Döntő    |
| Versenyző               | Versenyszám                  | Ellenfél Eredmény | Hely.        | Ellenfél Eredmény                   | Helyezés |
| ----------------------- | ---------------------------- | --- | ------------ | ----------------------------------- | -------- |
| Eugène-Henri Gravelotte | Tőr, egyéni                  | B csoport · Athanasios Vouros (GRE) · 3–2 · Konstantinos Komninos-Miliotis (GRE) · 3–2 · Georgios Balakakis (GRE) · 3–1 | 1.           | Henri Callot (FRA) · 3–2            |          |
| Henri Callot            | Tőr, egyéni                  | A csoport · Ioannis Poulos (GRE) · 3–2 · Henri Delaborde (FRA) · 3–1 · Periklísz Pierákosz-Mavromihálisz (GRE) · 3–1    | 1.           | Eugène-Henri Gravelotte (FRA) · 2–3 |          |
| Henri Delaborde         | Tőr, egyéni                  | A csoport · Periklísz Pierákosz-Mavromihálisz (GRE) · 1–3 · Henri Callot (FRA) · 1–3 · Ioannis Poulos (GRE) · 1–3       | 4.           | kiesett                             | 7.       |
| Joanni Perronet         | Tőr, egyéni, vívómestereknek | |              | Leonídasz Pírgosz (GRE) · 1–3       |          |